# Bolærne

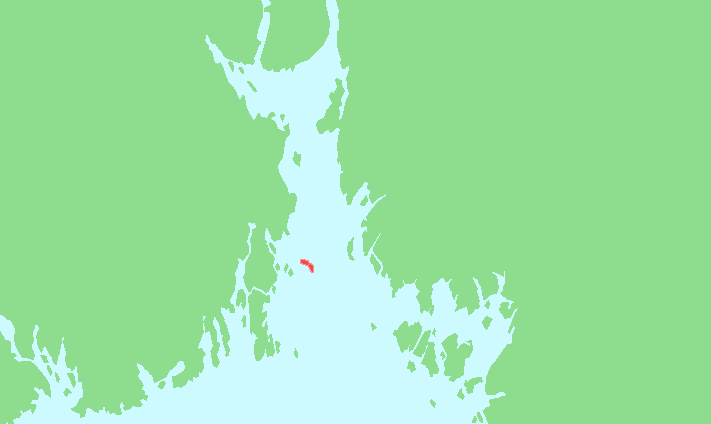
Bolærnes placering

Bolærne är en norsk ögrupp i yttre delen av Oslofjorden utanför Nøtterøy i Færders kommun, Vestfold fylke. Ögruppen består av Vestre Bolærne, Mellom Bolærne och Østre Bolærne, samt några mindre öar, holmar och skär.
Bosättningen på Bolærne går enligt skriftliga källor tillbaka till 1600-talet. Mellom Bolærne är den största av öarna och hade i mitten av 1800-talet 33 fastboende. Fram till 1916 låg öarna under Jarlsberg hovedgård. Då blev Bolærne köpt av norska försvaret i samband med utbyggningen av befästningar i yttre delen av Oslofjorden. Nøtterøy kommun övertog Mellom Bolærne 2004.